# Adra (Španjolska)
Adra je grad u pokrajini Almeriji, autonomnoj zajednici Andaluziji u Španjolskoj. Grad je prema popisu stanovništva iz 2018. imao 24.859 stanovnika.

## Povijest
Abderu su osnovali Feničani kao trgovačku luku. Za vrijeme Rimskog Carstva Abdera grad je postao jedan od važnijih gradova Rimske provincije Betike.
Grad je bio zadnje uporište Maura. U siječnju 1492. ovdje su Mauri pod vodstvom Boabdila bile poražene, čime je došlo do kraja Maurske vlasti u Španjolskoj.

## Galerija
- Centar grada, ožujak 2011.
- Tipična ulica u Adri, ožujak 2011.

## Vanjske poveznice
Vodič: Adra na Wikivoyageu
- (šp.) Službena stranica grada
- (engl.) Službena stranica grada